# Kismantoro (plaats)
Kismantoro is een bestuurslaag in het regentschap Wonogiri van de provincie Midden-Java, Indonesië. Kismantoro telt 4099 inwoners (volkstelling 2010).